# Солона локриця

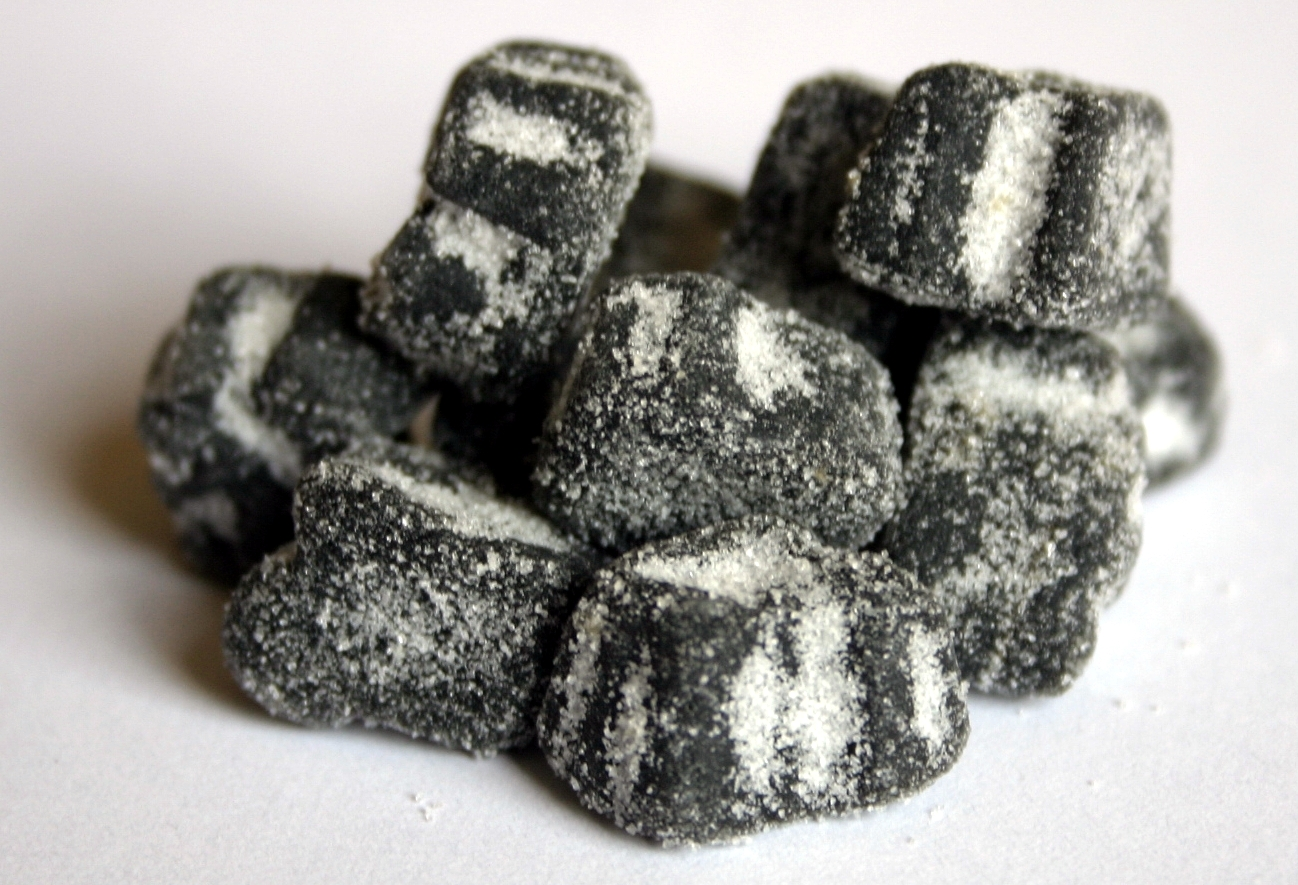
Один із видів цукерок з солоної локриці.

Солона локриця (фін. salmiakki, швед. saltlakrits) — кондитерський виріб на основі локриці з додаванням хлориду амонію, популярний у скандинавських та балтійських країнах, Нідерландах і Північній Німеччині. Хлорид амонію надає локриці терпкого, солоного смаку і спричиняє враження, описуване як втрата чуття на язику або майже пекуче відчуття. Смак солоної локриці є надто інтенсивним і неприємним для багатьох осіб, що не звикли до хлориду амонію.
Цукерки з солоної локриці майже завжди мають чорний або темно-коричневий колір, можуть мати як м'яку, так і тверду або крихку консистенцію. Трапляються також білі або сірі кольори. Барвником для солоної локриці зазвичай використовують деревне вугілля (E153). Солону локрицю також використовують як частину інших продуктів, таких як морозиво чи алкогольні напої.